# Frank Yates
Frank Yates (ur. 12 maja 1902 w Manchesterze, zm. 17 czerwca 1994 w Harpenden) – brytyjski matematyk i statystyk. Współtwórca testu Fishera-Yatesa oraz twórca poprawki Yatesa na ciągłość.

## Życiorys
Frank Yates urodził się 12 maja 1902 w Manchesterze jako piąte dziecko i jedyny syn handlarza nasionami Percy'ego Yates's i jego żony Edith. Edukację rozpoczął w prywatnej szkole Wadham House. W 1916 roku uzyskał stypendium w Clifton College, w 1920 roku stypendium w St John’s College na Uniwersytecie Cambridge, gdzie ukończył studia matematyczne w 1924 roku. Po studiach przez dwa lata nauczał matematykę w szkołach średnich a w latach 1927–1931 pracował jako doradca przy projekcie geodezyjnym prowadzonym w Złotym Wybrzeżu (obecnej Ghanie). Z powodu wątłego zdrowia powrócił do Anglii, gdzie w sierpniu 1931 został asystentem Ronalda Fisheraw instytucie badań rolniczych w Rothamsted koło Harpenden. W 1936 roku opublikował wraz z Fisherem tablice statystyczne. Po przejściu Fishera do London School of Economics w 1933 roku, Yates został szefem statystyki w Rothamsted i stanowisko to piastował aż do przejścia na emeryturę w 1968 roku. W latach 1958–1968 był również wicedyrektorem placówki w Rothamsted. Zmarł 17 czerwca 1994 w Harpenden.
Yates zajmował się m.in. planowaniem eksperymentów i analizą wariancji. Podczas II wojny światowej pracował nam zastosowaniem nawozów dla poprawy zbiorów, a jego praca stanowiła podstawę dla rządowej polityki importu nawozów. Po wojnie zajął się statystyką obliczeniową i w 1954 kupił pierwszy komputer dla placówki w Rothamsted – Elliott 401. Współtworzył Brytyjskie Towarzystwo Komputerowe, któremu przewodniczył w latach 1960–61. Zachęcał do pisania programów pozwalających na rozwiązywanie standardowych problemów statystycznych, kładąc nacisk by kod był niezależny od platformy obliczeniowej.
Od 1948 roku był członkiem Towarzystwa Królewskiego w Londynie, które w 1966 roku przyznało mu Royal Medal. Członek Królewskiego Towarzystwa Statystycznego, które w 1960 roku przyznało mu Guy Medal. Przewodniczący Królewskiego Towarzystwa Statystycznego w latach 1967–68.

## Wybrane prace
- R. A. Fisher, F. Yates, Statistical Tables for Biological, Agricultural and Medical Research, 1938, Oliver and Boyd.
- F. Yates, Sampling Methods for Censuses and Surveys, 1949,  Griffin
- F. Yates, Experimental Design, 1970, Griffin